# Kazuma Irifune
Kazuma Irifune (japanisch 入船 和真 Irifune Kazuma; * 15. November 1986 in der Präfektur Miyazaki) ist ein ehemaliger japanischer Fußballspieler.

## Karriere
Irifune erlernte das Fußballspielen in der Schulmannschaft der Hosho High School. Seinen ersten Vertrag unterschrieb er 2005 bei Sanfrecce Hiroshima. Der Verein spielte in der höchsten Liga des Landes, der J1 League. 2008 wechselte er zum Zweitligisten Tokushima Vortis. Ende 2008 beendete er seine Karriere als Fußballspieler.

## Erfolge
Sanfrecce Hiroshima
- Kaiserpokal

Finalist: 2007